# ضیا عبدالزهرا کاظم
احمد کاظم کرعاوی بصری معروف به ضیا عبدالزهرا کاظم یا ضیاء کرعاوی (زاده:۱۹۷۰ - مرگ:۲۰۰۸) رئیس و بنیانگذار فرقه و سازمان تروریستی جند السما است که ادعاهای مختلفی از جمله مهدویت و همچنین رجعت علی بن ابی‌طالب اولین امام شیعیان را داشته‌است. 
گفته می‌شود وی قصد داشته همزمان با روز عاشورا حمله‌ای را به قصد تصرف شهر نجف که مرکز حوزه‌های علمیه شیعه در عراق  آغاز نماید که پیش از اجرای عملیات با یورش نیروهای امنیتی و نظامی عراق، او به همراه جمعی از پیروانش کشته شد. 
وی در دوران رژیم صدام دو بار به زندان افتاده و تعدادی از پیروانش از اعضای حزب بعث و زندانیانی بودند که با او در حبس آشنا شده بودند.